# Zalmoxis dammermani
Zalmoxis dammermani is een hooiwagen uit de familie Zalmoxioidae.